# Колледж Христа (Крайстчерч)
Ко́лледж Христа́, (англ. Christ's College) — независимая англиканская средняя школа, с дневным обучением и школа-пансион для мальчиков, расположенная в центре Крайстчерча, Новая Зеландия.
Основанная в 1850 году в Литтелтоне, как школа для первых поселенцев, колледж Христа является старейшей независимой школой в стране. В колледже в настоящее время в старших классах обучается 647 школьников. Здание большой школы колледжа Христа является старейшим зданием образовательного учреждения в Новой Зеландии, использующимся до сих пор.
Колледж является членом международной конференции директоров школ (HMC). На этой конференции собираются представители независимых школ Ирландии, Великобритании и международных школ из стран Содружества наций. Колледж Христа — одно из трёх образовательных учреждений Новой Зеландии, имеющих представителя на конференции.

## История

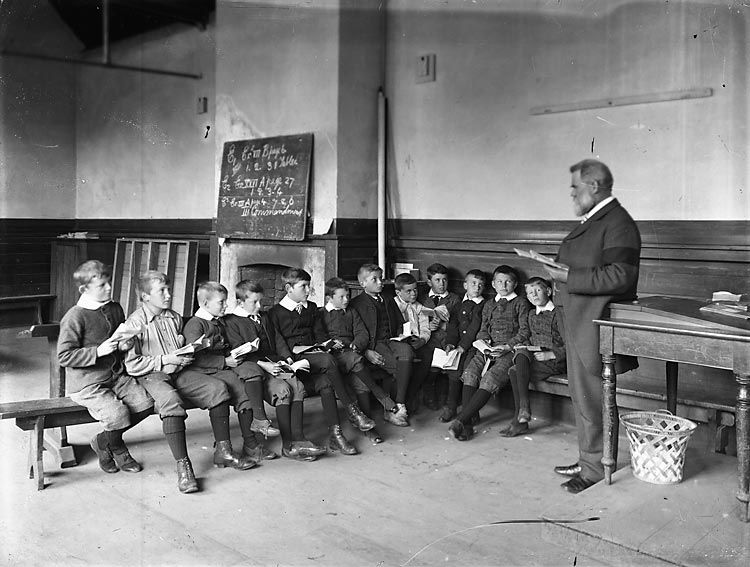
Студенты с учителем, около 1903 года.

Колледж Христа был основан в 1850 году по образу и подобию английских частных средних школ, таких как Вестминстерская школа и Итонский колледж. Существует мнение, что наименование колледжу Христа дал Джеймс Фицджеральд, первый суперинтендант Кентербери, в честь своего колледжа в Кембридже (колледж Христа). После основания школа занимала две комнаты в бараках иммигрантов в Литтелтоне. Студенты обучались по программе классического образования, изучали древнегреческий язык, латынь, живой язык, математику, англистику, историю и географию. Студенты принимали участие в постановке опытов и научных экспериментов, рисовали и пели.
Школа покинула Литтелтон в 1852 году и переехала за холмы, в Крайстчерч, где 16 студентов поселились в доме священника Церкви Святого Михаила и Всех Ангелов на Оксфорд-террас (англ. Oxford Terrace). Генри Якобс, первый завуч школы, обеспечил возможность посещения его школы как проживающими в её стенах учениками, так и приходящими студентами дневной формы обучения.
Колледж Христа переехал на своё нынешнее место в 1856 году. В то время в нём обучалось 35 студентов и работало 3 преподавателя. Колледж разместился около Хэгли-парка, получил ещё одну комнату для расширения, а со временем школа стала постепенно приобретать дополнительные здания. Первые из этих строений были деревянными, в них размещались преподаватели со своими семьями и студенты интерната, количество которых постепенно увеличивалось. К 1863 году на западной стороне школьного двора была построена большая школа — первое из каменных зданий, в котором проводились все занятия. Позже к этому зданию были возведены пристройки за авторством Майлза Уоррена. В настоящее время в этом здании находится школьная библиотека и оно является старейшим зданием образовательного учреждения в Новой Зеландии, всё ещё находящимся в эксплуатации. В 1867 году для колледжа была построена часовня. Постепенно школа разрасталась вокруг центральной лужайки и на сегодняшний день она стала достопримечательностью колледжа. Лужайка обрабатывается с особой тщательностью. Студентам по ней гулять запрещено, это могут делать только преподаватели или гости со специальным разрешением.

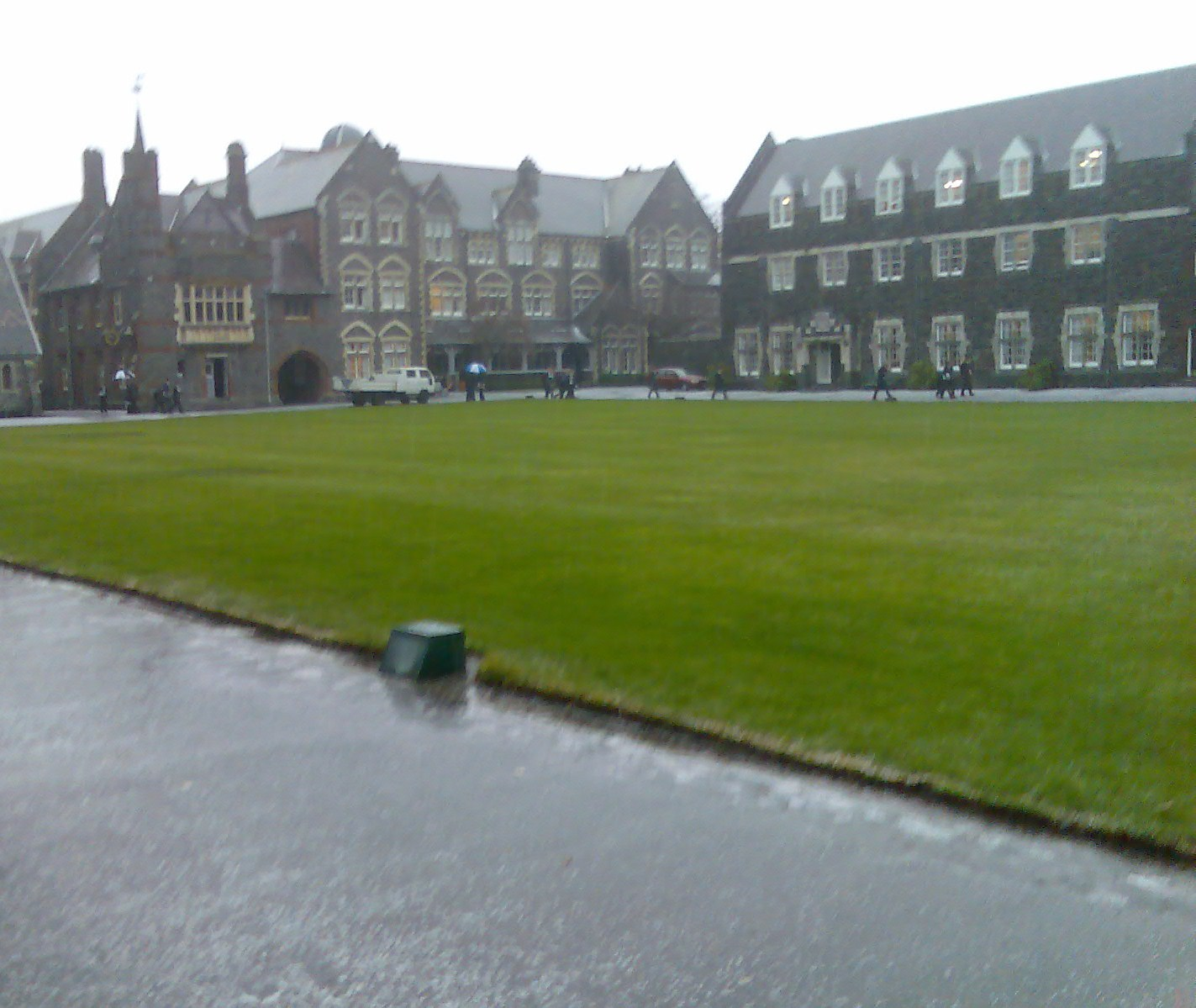
Лужайка с окружающими зданиями.

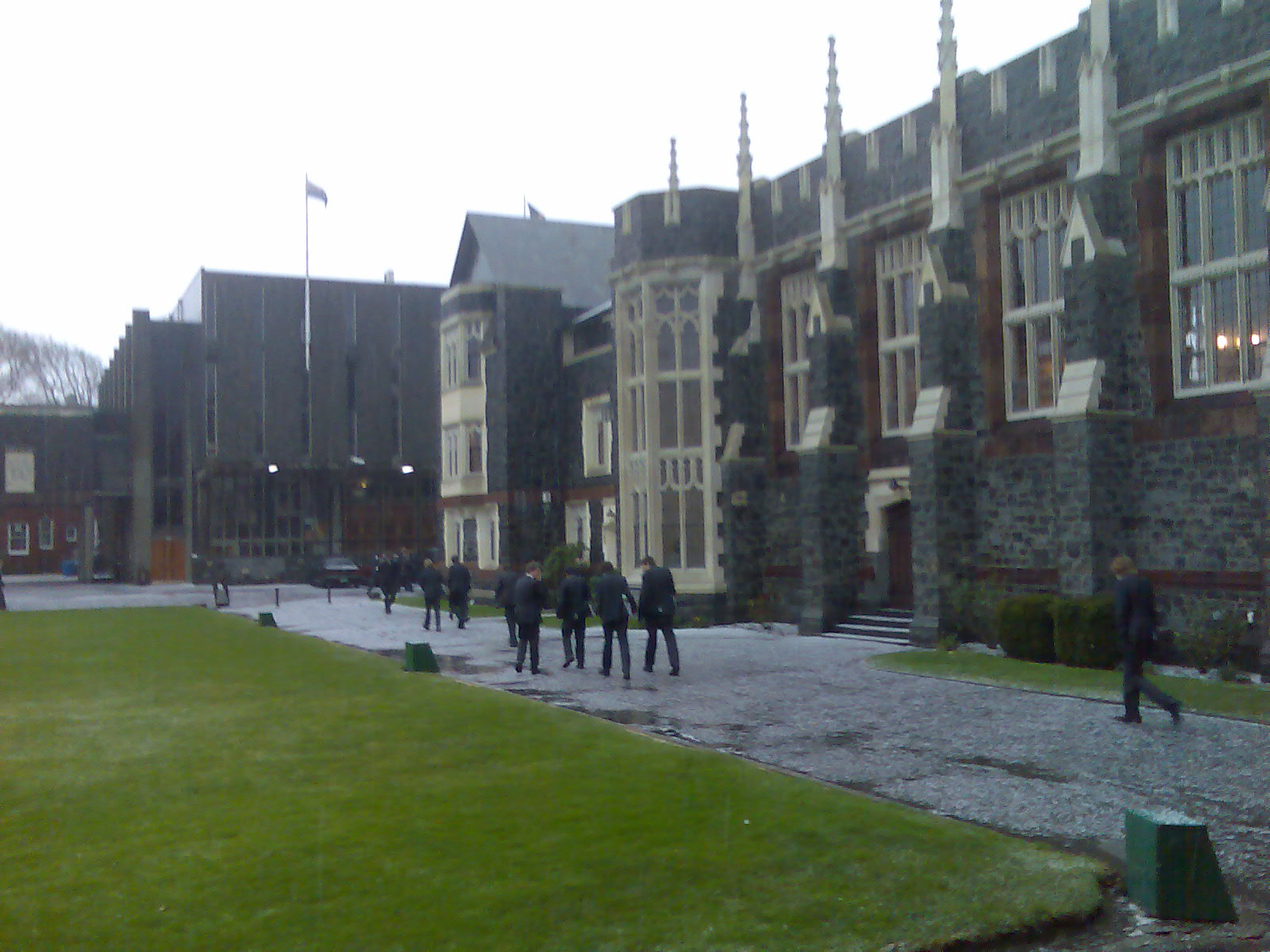
Двор колледжа Христа и столовая.

В ранние годы в колледже обучались мальчики с шести лет, причём все школьники приходили в колледж с разным уровнем образования. Впоследствии во многих классах занимались студенты разных возрастов и пока число классов не увеличилось, все они учились вместе.
Девиз школы, Bene Tradita, Bene Servanda, с латыни можно перевести как «добрые традиции, верно хранимые».

### Кампус
На территории колледжа Христа расположены как здания конца XIX — начала XX века, так и недавно построенные здания, такие как театр Олд-Бойз (англ. Old Boys Theatre) и здание изящных искусств (англ. Fine Arts Building). В архитектуре доминирует стиль неоготики, что характерно для известных зданий Крайстчерча колониального периода, таких как Кафедральный собор и первые здания университета Кентербери (бывшего колледжа Кентербери), ныне Центр искусств Крайстчерча. Здание «большой школы», построенное в 1863 году, является первым зданием учебного заведения, построенным в Крайстчерче и является одним из старейших зданий этого типа, сохранившихся до наших времён.

### Высшее образование (Колледж-хауз, Кентерберийский университет)
Музей Кентербери, библиотека и колледж Христа были недовольны состоянием высшего образования в Кентербери, и приняли активное участие в образовании колледжа Кентербери, а в 1850 году в колледже Христа было открыто подготовительное отделение высшего образования. Колледж Христа, таким образом «способствовал основанию Кентерберийского университета в начале 1870-х годов». Подготовительное отделение стало жилым колледжем университета Кентербери после его основания и стало называться Колледж-хауз (англ. College House). Подразделения среднего и высшего образования (англ. tertiary and secondary departments) разделились в 1957 году и Колледж-хауз стал независимым.

## Жизнь в колледже

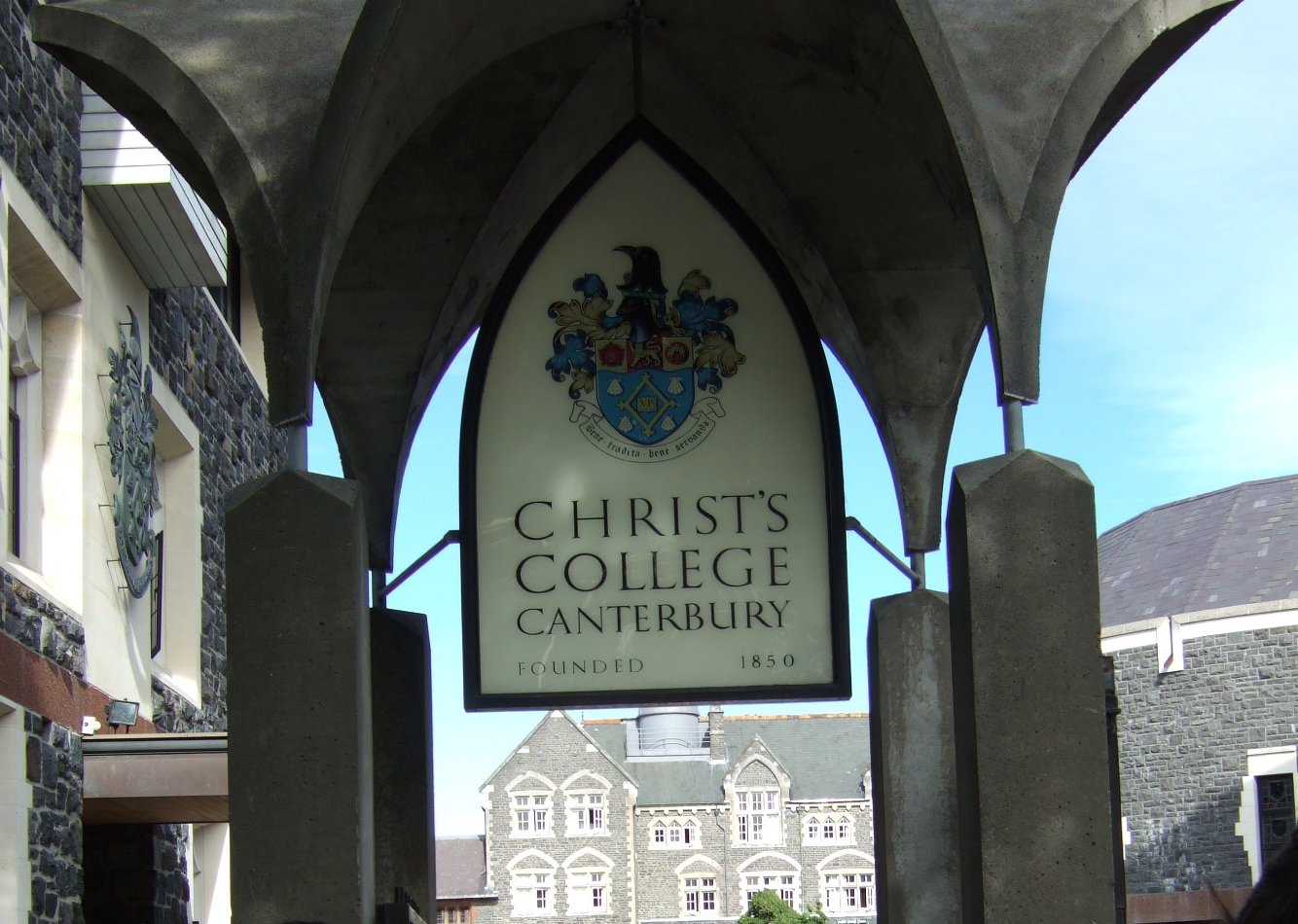
Вход в колледж Христа; Административный блок слева, театр «Олд-бойз» справа, дом «Школа» прямо.

### Часовня

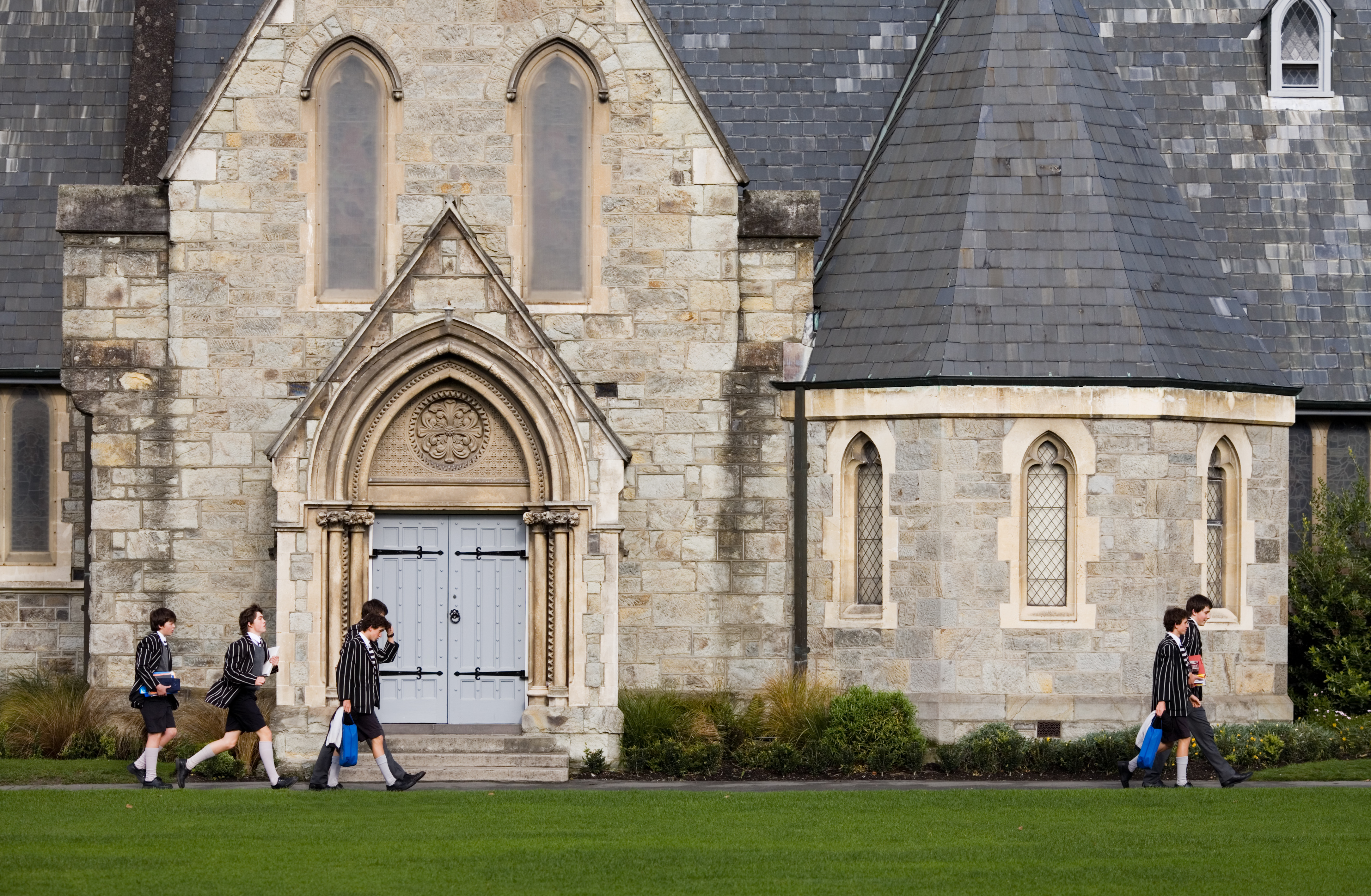
Часовня.

Часовня (школьная церковь) является неотъемлемой частью колледжа, так как до 11 года обучения студенты колледжа проходят обязательную программу религиозного обучения. В колледже по средам проводится религиозная практика, во время которой все студенты поют гимны, читают псалмы и проводят богослужения. Юноши обязаны посещать часовню в понедельник и пятницу утром или по воскресеньям, даже если в этот день они посещали церковь за пределами школы. Посещение школьной церкви очень важно для студентов колледжа. Обязательным является посещение школьной церкви как минимум четыре раза за семестр. Допускается посещение церкви родителями учеников, особо приветствуется посещение воскресной службы.
Музыка является неотъемлемой частью жизни колледжа. В церковном хоре колледжа участвуют около 80 юношей. Хор выступает во время богослужений в часовне, на общественных и частных мероприятиях. Хор принимает участие в различных фестивалях и музыкальных конкурсах, например таких, как Big Sing (Новозеландский фестиваль школьных хоров). В 2007 году мужской хор колледжа Христа принял участие в фестивале Summa Cum Laude в Вене, и занял второе место.

### Учебная программа
Кроме классических академических дисциплин, в колледже студенты могут изучать иностранные языки, драматургию, антиковедение, физическую культуру, искусствоведение, естествознание и множество других предметов. В результате студенты могут получить национальный сертификат об образовании (NCEA) одной из трёх ступеней, а также сдать экзамены новозеландской квалификационной комиссии (NZQA). В некоторых случаях студенты могут сдавать Кембриджский экзамен по математике.

### Внеклассные мероприятия
В колледже уделяется особое внимание внеклассным мероприятиям. Обязательным для студентов является занятие одним из видов спорта. В течение года проводятся мероприятия, во время которых студенты могут попробовать себя в жанре сценического искусства, в музыке, в дебатах, моделировании ООН и прочих внеклассных мероприятиях.
Ежегодно проводятся фестивали исполнительского искусства и конкурсы среди младших и старших школьников, театральные постановки.
По субботам вместо занятий проводятся внеклассные кружки, посещение одного из которых является обязательным для тех студентов, которые не участвуют в спортивных соревнованиях в этот день. Набор внеклассных кружков в течение года меняется, в зависимости от сезонных факторов и доступности специалистов. Так, в октябре 2013 года в колледже действовали кружки по изобразительному искусству, шахматам, кулинарному искусству, музыке, моделированию, скалолазанию, ролевым играм, театральному искусству и атлетизму. В другие периоды времени действовали кружки по стрельбе из лука, маунтинбайку, водным видам спорта, подводному плаванию, теннису. В колледже есть студенческая видеостудия.

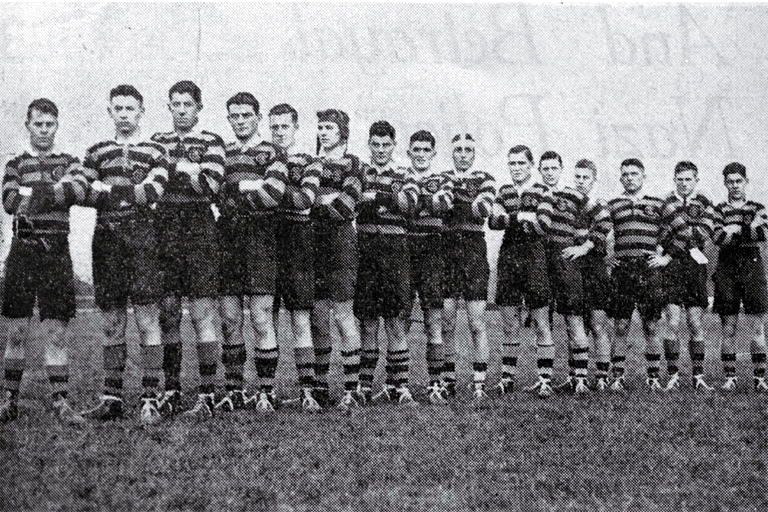
Команда по регби колледжа Христа, 1940.

### Спорт
Занятия спортом являются обязательными для всех студентов. В колледже представлено множество летних и зимних видов спорта. Помимо общешкольных соревнований, проводятся также локальные спортивные состязания между студенческими «домами», в которых все юноши могут принять участие. Кроме этого студенты могут принимать участие в различных спортивных мероприятиях за пределами школы, например члены школьного горнолыжного клуба зимой могут выезжать на лыжные курорты и трассы. На территории колледжа расположена спортивная площадка «Аппер» (англ. Upper, верхняя), имеется спортивный зал, 25-метровый подогреваемый бассейн с пятью дорожками, гимнастический зал и зал с тренажерами. За пределами территории колледжа, но неподалеку от него находятся: поле для крикета (которое используется в качестве поля для игры в футбол и регби), которое занимает 4 гектара южной части парка Хэгли, а также участок на реке Эйвон, Керрс-Рич (англ. Kerr's Reach), где расположена база школьного гребного клуба.
В некоторых источниках утверждается, что в регби в колледже играют с 1853 года. Команда колледжа по регби участвует ежегодном турнире «Quadrangular», во время которого соревнуется с командами из университетской школы Уонгануи, Веллингтонского колледжа и Нельсонского колледжа. Кроме того, стал традиционным ежегодный матч по игре в регби с Крайстчерчской высшей мужской школой.

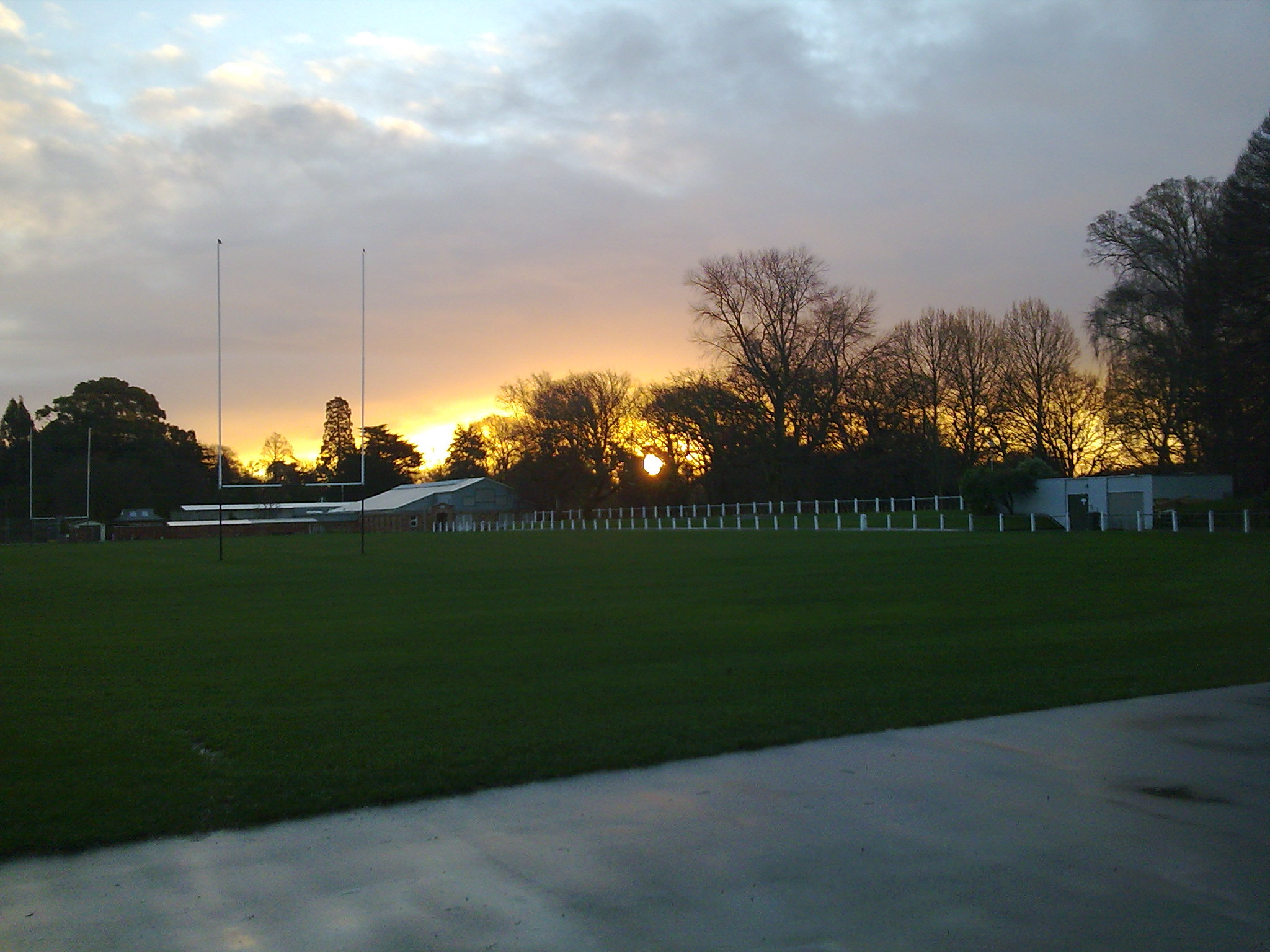
Спортивная площадка колледжа Христа на закате.

## Система «домов»
По традиции английских частных средних школ, в колледже Христа существует 10 так называемых «домов», к которым принадлежат около 650 студентов. Общежития и «дома» — разные структуры, которые не стоит путать. Четыре «дома»-пансиона являются как местом проживания студентов, так и административным подразделением колледжа. Остальные шесть «домов» объединяют студентов дневной формы обучения, не проживающих на территории колледжа. В каждом «доме» есть старший воспитатель, заведующий «домом» (англ. housemaster), который присматривает за студентами.
Студенты проживали в «домах» со времён образования колледжа, а сами «дома» меняли свои названия с приходом и уходом учителей. Один из домов сохранил своё наименование, «Якобс» (англ. Jacobs), в то время как остальные «дома»-пансионы стали называться «Школа» (англ. School), «Ричардс» (англ. Richards) и «Флауэрс» (англ. Flower's). В 1909 году были открыты первые два «дома» для студентов, не проживающих на территории колледжа. Они назывались «Норт-Таун» (англ. North Town) и «Саут-Таун» (англ. South Town), а студенты причислялись к ним в зависимости от того, где располагались их дома — к северу или к югу от Глостер-стрит (англ. Gloucester Street). В 1924 году эти «дома» стали называться «Харпер» (англ. Harper) и «Джулиус» (англ. Julius). Позже появились дома «Конделлс» (англ. Condell's), «Корфе» (англ. Corfe), «Роллстон» (англ. Rolleston) и «Сомс» (англ. Somes).
Студенты объединяются в «домах» в команды и участвуют в различных спортивных и культурных состязаниях. Как только в колледже появилось достаточное количество студентов для соревнований, в нём проводились матчи по крикету и футболу, а позже появились музыкальные и театральные конкурсы.

### Дома дневной формы обучения
- Конделлс (англ. Condell’s)
- Корфе (англ. Corfe)
- Харпер (англ. Harper)
- Джулиус (англ. Julius)
- Роллстон (англ. Rolleston)
- Сомс (англ. Somes)

В домах дневной формы обучения для студентов, не проживающих на территории колледжа, существуют учебные классы, комнаты отдыха, общая комната, душевые, раздевалки и личные шкафчики, где студенты могут хранить книги и спортивную форму. Юноши каждое утро встречаются на собрании, где они получают распоряжения на текущий день и уведомления о наступающих мероприятиях от своего старшего воспитателя.

### Дома-пансионы
- Флауэрс (англ. Flower’s)
- Якобс (англ. Jacobs)
- Ричардс (англ. Richards)
- Школа (англ. School)

Оснащение домов-пансионов более разнообразно. У старшего воспитателя здесь есть помощник, в каждом доме-пансионе постоянно проживают два преподавателя. Многие школьные заведения, такие как библиотека, компьютерный класс, гимнастический зал, бассейн, музыкальная и художественная студии, мастерская, открыты для посещения во внеурочные часы. По вечерам студентам отводится время для выполнения домашней работы, проводятся развлекательные мероприятия.
В программе пансионов подразумевается занятость студентов и по выходным. Студентам предлагаются соответствующие возрасту мероприятия, адаптированные к потребностям студентов каждого года обучения. Такие мероприятия могут быть недоступны для студентов, не проживающих на территории колледжа.

## Школьная форма

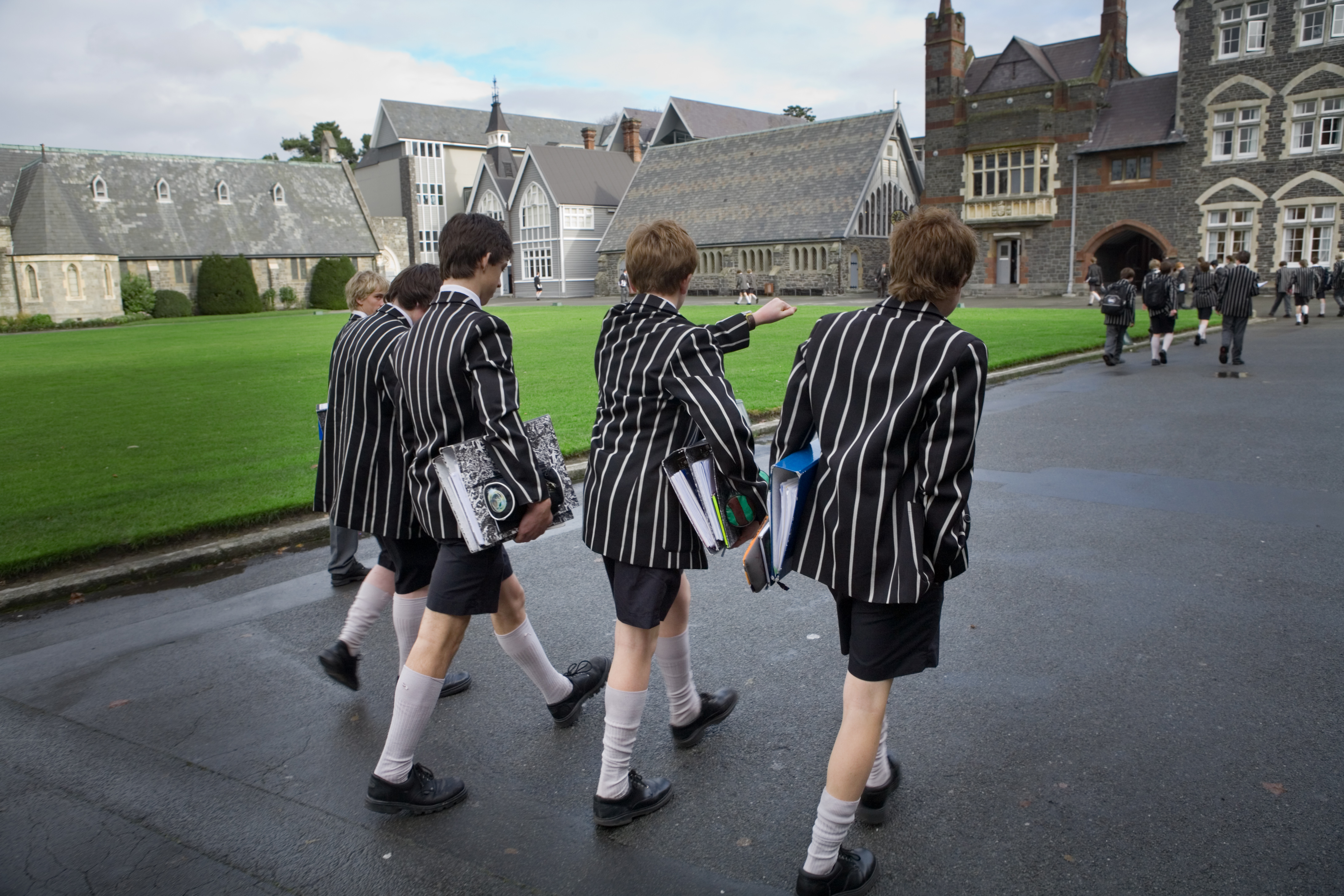
Юноши в школьной форме.

Пиджаки и галстуки в чёрно-белую полоску, которые носят юноши колледжа Христа, хорошо узнаваемы в Крайстчерче. В колледже существует три вида школьной формы: спортивная форма (англ. Sport's Uniform), парадная форма (англ. Dress Uniform) и летняя форма (англ. Summer Dress). Зимой парадная форма одевается по понедельникам, вторникам и пятницам. Спортивную форму студенты одевают по средам и четвергам. В парадной форме одежды студенты должны быть во время богослужений и прочих официальных мероприятий. Безупречность в одежде требуется от студентов постоянно, а за небрежность юноши могут быть наказаны. Школьные пиджаки юноши должны носить и в городе, в том числе с летней униформой.
В каждом «доме» своя спортивная форма, которая состоит из свитера или майки, окрашенной в цвет «дома», и чёрных или белых шорт. В разных видах спорта спортивная форма также отличается. Тренировочные костюмы — чёрные брюки и чёрная куртка с гербом колледжа, используются во время поездок к местам проведения соревнований, а также на тренировках, когда основная спортивная форма не требуется.

## Стоимость (2013)
| Цель                          | Сумма, NZD              | Сумма, NZD           |
| ----------------------------- | ----------------------- | -------------------- |
| Цель                          | Граждане Новой Зеландии | Иностранные студенты |
| Вступительный взнос           | 150                     | 150                  |
| Взнос при поступлении         | 1000                    | 2500                 |
| Обучение                      | 19 524 ежегодно         | 19 524 ежегодно      |
| Проживание                    | 13 827 ежегодно         | 13 827 ежегодно      |
| Сборы с иностранных студентов | 0                       | 10 350               |
| Страховой сбор                | 575                     | 575                  |

В эти суммы не входят сборы за учебники, школьные экскурсии и услуги прачечной, за которые выставляется отдельный счёт по окончании каждого семестра.

## Руководство
В структуру высшего руководства колледжа Христа входят: председатель (англ. Chairman), ректор (англ. Warden) и члены совета колледжа (англ. Fellows). Епископ Крайстчерча является директором колледжа «ex officio» (по долгу службы).
По состоянию на конец октября 2013 года, руководящие должности в колледже Христа занимали:
Директор (англ. Headmaster)
Саймон Лиз (англ. Simon Leese)
Заместитель директора (англ. Deputy Headmaster)
Роберт Дональдсон (англ. Robert Donaldson)
Ректор
епископ Виктория Мэтьюс

## Выпускники колледжа

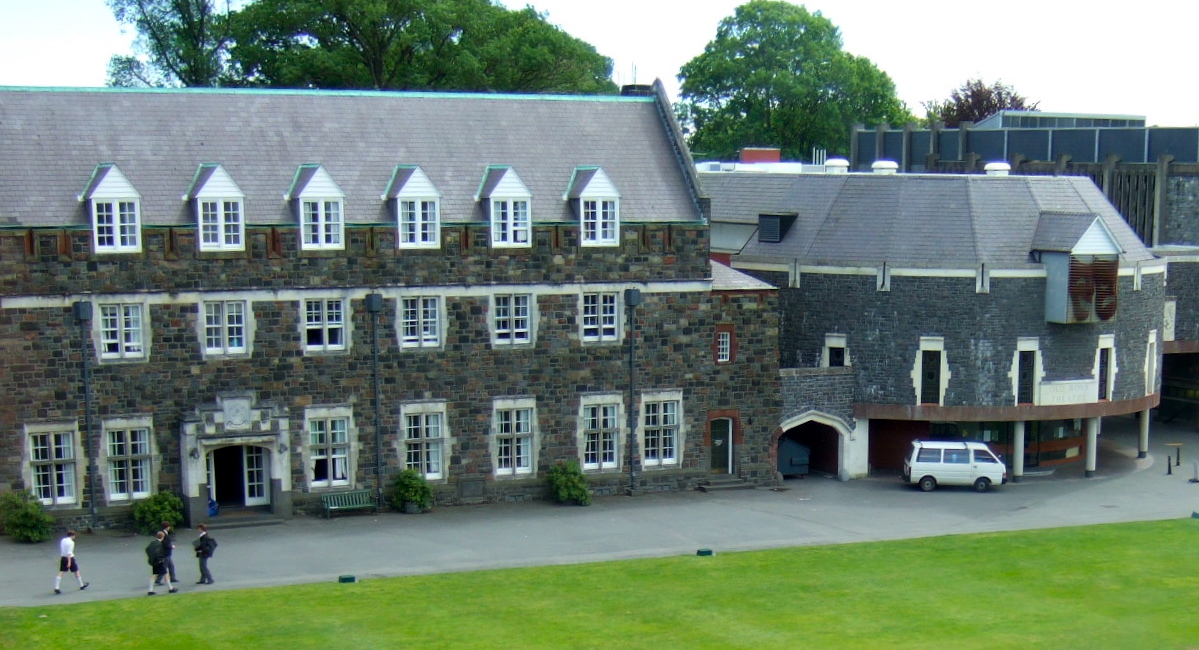
Театр «Олд-Бойз» и дом «Якобс».

Выпускников колледжа Христа называют «Олд-бойз» (old boy с англ. — «дружище»). По желанию они могут вступить в ассоциацию выпускников колледжа Христа (англ. Christ’s College Old Boys' Association, CCOBA).
Некоторые известные выпускники колледжа:

### Академический курс
- Сэм Элворти (англ. Sam Elworthy) — директор издательства Auckland University Press, бывший главный редактор Princeton University Press[15].
- Джон МакМиллан[англ.] — экономист, бывший профессор Стэнфордского университета.
- Мюррей Чарльз Уэллс (англ. Murray Charles Wells) — Эмерит, профессор Сиднейского университета[16].
- Робин Уильямс[англ.] — математик, вице-канцлер.
- Пол Уилсон[англ.] — криминалист, заведующий кафедрой криминологии в университете Бонда[англ.]; автор детективов[16].

### Бизнес
- Джон Андерсон[англ.] — исполнительный директор ANZ National Bank Limited.
- Роберт Белл (англ. Robert Bell) — победитель конкурса New Zealand Hi-Tech Awards среди юниоров.
- Дон Элдер[англ.] — главный исполнительный директор Solid Energy.
- Питер Элворти[англ.] — успешный сельский бизнесмен.
- Ричард Джеймс Эванс (англ. Richard James Evans) — главный уполномоченный руководитель Сиднейского оперного театра[16].
- Уильям Гамильтон[англ.] — изобретатель гидроцикла.
- Генри ван Эш (англ. Henry van Asch) — сооснователь коммерческого банджи-джампинга.
- Тим Уоллис[англ.] — пионер оленеводства в Новой Зеландии, реставратор самолётов, основоположник авиашоу Warbirds over Wanaka.
- Майлз Уоррен[англ.] — архитектор.
- Ричард Вудс[англ.] — бывший директор Новозеландской службы безопасности, S.I.S.[англ.].
- Ян Гилмур (англ. Ian Gilmour) — директор Southland Times[англ.].

### Развлечения, медиа и искусство
- Остин Динс (англ. Austin Deans) — художник.
- Денис Гловер[англ.] — поэт.
- Марк Хэдлоу — киноактёр.
- Ли «Тот чувак» Харт[англ.] — комедиант, актёр.

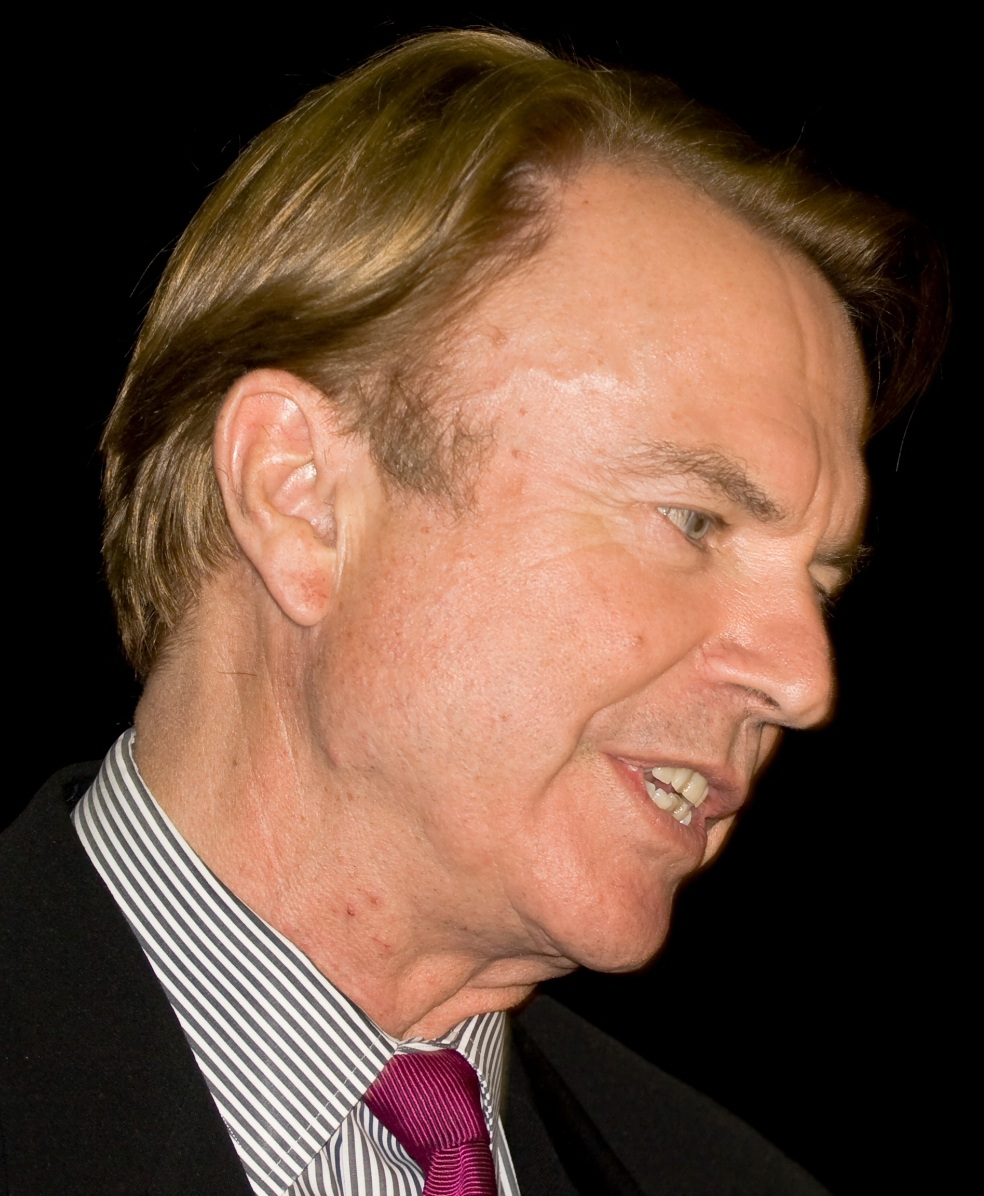
Сэм Нилл в 2009 году.

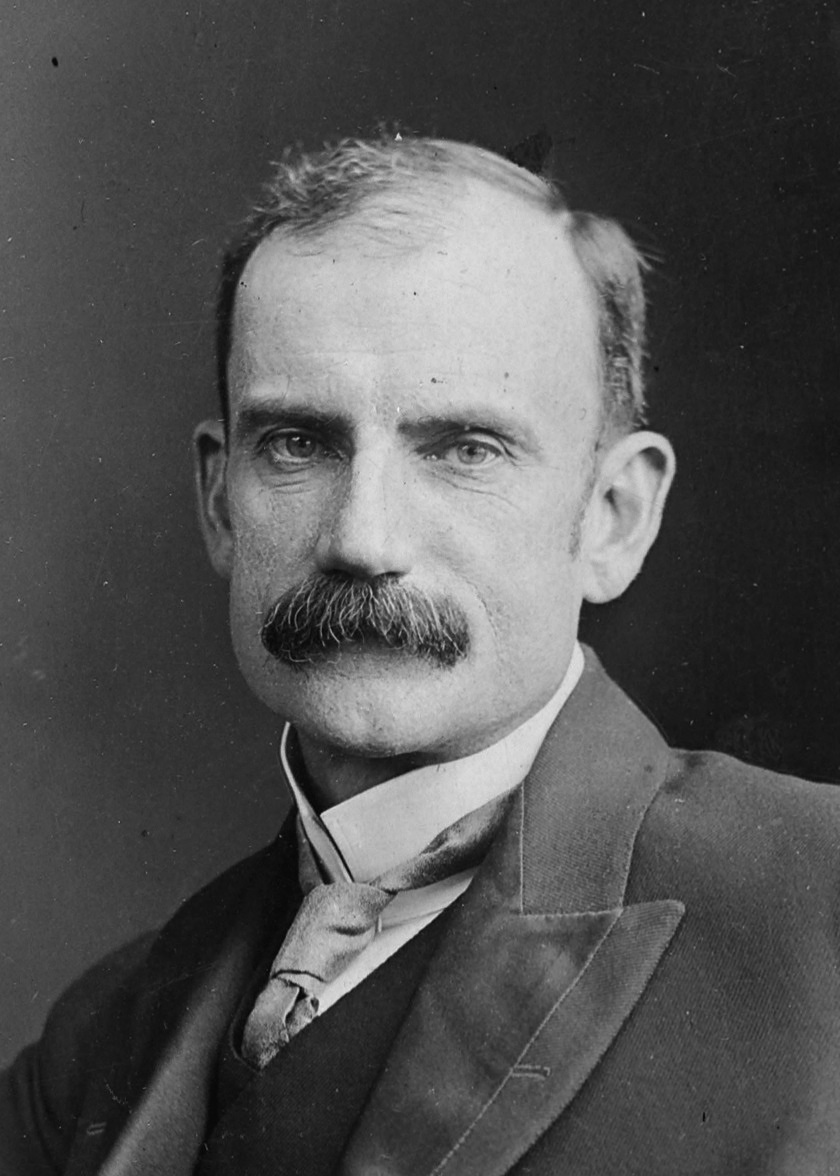
Уильям Пембер Ривз.

- Джеймс Милн[англ.] — музыкант, участник группы The Reduction Agents[англ.], выступает под псевдонимом Lawrence Arabia.

- Сэм Нилл — актёр.

- Уильям Пембер Ривз[англ.] — актёр, историк.
- Джеймс Рейд[англ.] — музыкант, участник группы The Feelers[англ.].
- Тедди Таху-Роудс[англ.] — певец.

### Военное дело
- Эдгар «Приятель» Каин[англ.] — первый ас королевских военно-воздушных сил во время второй мировой войны.
- Сомерфорд Тигль (англ. Somerford Teagle) — бывший глава оборонного ведомства.

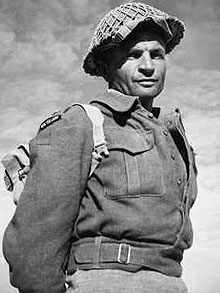
Капитан Чарльз Апхем.

- Чарльз Хазлитт Апхем[англ.] — герой войны, дважды кавалер креста Виктории.

### Государственная служба
- Джек Акланд[англ.] (1904—1981) — член парламента избирательного округа Темука[17].
- Питер Бойс (англ. Peter Boyce) — инспектор комиссии по рассмотрению жалоб департамента здравоохранения и общественных услуг Северной территории (1998—2005); омбудсмен Северной территории (1995—2005); инспектор по рассмотрению жалоб на действия полиции Южной Австралии (1992—1995)[16].
- Майкл Каллен[англ.] (р. 1945) — бывший заместитель премьер-министра, министр финансов Новой Зеландии[англ.].
- Джонатан Элворти[англ.] (1936—2005) — бывший министр сельского и лесного хозяйства (1981—1984), член парламента Уаитаки, фермер[18].
- Майкл Фоулер[англ.] (р. 1929) — архитектор, бывший мэр Веллингтона.
- Джим Герард[англ.] (р. 1936) — член парламента Рангиоры, мэр Уаимакарири[19].
- Ричард Джеффри Герард[англ.] (1904—1997) — член парламента избирательных округов Мид-Кентербери и Ашбертон[19].
- Артур Гиннесс (1846—1913) — политик, бывший спикер парламента.
- Сэм Джонсон[англ.] (р. 1989) — организатор студенческой армии волонтёров[20].
- Эдвард Латтер[англ.] (р. 1928) — член парламента Новой Зеландии от Марлборо[21].
- Дункан Макинтайр[англ.] (1915—2001) — член парламента Новой Зеландии от Хокс-бей[22].
- Дерек Куигли[англ.] (р. 1932) — член парламента Новой Зеландии от Рангиоры, сооснователь политической партии ACT[англ.][23].
- Френк Роллстон[англ.] (1873—1946) — член парламента Тимару[англ.][24].
- Эндрю Типпинг[англ.] (р. 1942) — судья Верховного суда Новой Зеландии.
- Кеннет Стюарт Уильямс[англ.] (1870—1935) — член парламента Бей-оф-Пленти[англ.][25].
- Уильям Янг (р. 1952) — президент Апелляционного суда Новой Зеландии.

### Религия
- Чарльз Дреннан[англ.] — епископ Палмерстон-Норта (с 2012).
- Бернард О'Брайен[англ.] — иезуит, философ, музыкант, писатель, бывший профессор семинарии.

### Спорт
- Брюс Динс[англ.] — бывший член национальной сборной по регби.
- Робби Динс[англ.] — бывший член национальной сборной по регби, бывший тренер национальной сборной по регби, команды Crusaders и сборной команды Австралии по регби.
- Петер Фултон[англ.] — игрок в крикет, член национальной сборной.
- Джек Хазлетт (англ. Jack Hazlett) — бывший член национальной сборной по регби[26].
- Джок Хоббс[англ.] — бывший член национальной сборной по регби и бывший глава New Zealand Rugby Union.
- Том Лоури[англ.] — первый капитан сборной Новой Зеландии по крикету.
- Саймон Мелинг[англ.] — бывший член национальной сборной по регби[27].
- Артур Оливье[англ.] (1851—1897) — игрок в крикет, альпинист, член национальной сборной, глава ассоциации выпускников колледжа (1895—1897)[28].
- Аластер Робинсон (англ. Alastair Robinson) — бывший член национальной сборной по регби[29].
- Джеймс Райан[англ.] — бывший член национальной сборной по регби[30].
- Джон Райт[англ.] — бывший капитан сборной Новой Зеландии по крикету, тренер сборной Индии по крикету.